# Veliki švicarski planšarski pes
Veliki švicarski planšarski pes (nemško Grosser Schweizer Sennenhund) je pasma psa, ki spada v skupino švicarskih planšarskih psov, kamor spadajo še bernski planšarski pes, entlebuški planšarski pes in appenzelski planšarski pes. 

## Izvor
Veliki švicarski planšarski pes izvira iz švicarskih Alp, kamor so jih pripeljali rimski vojaki med osvajanjem v času Julija Cezarja. Teorij o nastanku pasme je več, najverjetneje pa je, da predniki švicarskih planšarskih psov izhajajo iz rimskih molosov (molos je izraz, ki ga danes uporabljamo za vse vrste mastifov, dog, buldogov ter nekaterih planinskih ter pastirskih psov). Velikega švicarskega planšarskega psa so v preteklosti kmetje uporabljali za pomoč na kmetiji za vleko tovora ter kot čuvaja kmečkih dvorišč. Z industrijsko revolucijo je pasma konec 19. stoletja skoraj izumrla, saj so na kmetijah za pomoč začeli uporabljati stroje, a se je po zaslugi načrtnega vzrejanja pasma ohranila, je pa danes precej redka.

## Splošen opis
Dlaka je trobarvna in dvojna. Za pasmo je značilna barvna kombinacija črne, bele in rjave. Zunanja dlaka je kratka, poddlaka pa mehka in gosta, zlasti na vratu. Kot osnovna barva prevladuje črna, sredi čela ima značilno belo črto, ki se nadaljuje v masko okoli smrčka. Rjava barva se pojavlja okoli oči, na obrazu, prsih, repu in tacah.
Pasma je mišičasta in velika. Samice dosežejo 60–68 cm plečne višine, samci 65–72 cm.  Končna teža samic se giblje med 45–55 kg, samcev 55–65 kg. 
Veliki švicarski planšarski psi so vdani in zaščitniški, a neagresivni. Po naravi so ljubeznivi, nežni in nadvse zvesti lastniku in družini, zato so idealni družinski psi. Prav tako so odlični psi čuvaji, saj odlično varuje svoj dom, lastnika in družino, do tujcev pa so nezaupljivi in nanje opozorijo z glasnim laježem. Veliki švicarski planšarski pes je inteligentna pasma, hitro se učijo, a so lahko tudi trmasti in odločni. Niso srečni, če so omejeni le na pasje življenje, radi so vključeni v družinske aktivnosti in potrebujejo veliko človeške pozornosti.

## Vzgoja in nega
Čeprav je pasma zelo inteligentna, je bolj priporočljiva za izkušene lastnike. Potrebujejo zgodnjo socializacijo in vzgojo, dokler so še majhni in lahko obvladljivi. Priporočljivo je, da velikega švicarskega planšarskega psa naučimo hoje s povodcem že v mladosti, saj bo zaradi svoje preteklosti z vleko tovora najverjetneje isto počel tudi s povodcem. Sicer pa so ti psi zelo učljivi in nadvse radi ugajajo, zato bo vztrajnemu in samozavestnemu lastniku zagotovo uspelo pri njegovi vzgoji. Pasma spada med srednje aktivne pse, zato potrebuje precej vsakodnevnega, a zmernega gibanja. Pes bo še posebej zadovoljen, če bo lahko svojemu lastniku pomagal pri vsakodnevnih aktivnostih, kot je to počel nekoč. 
Gre za relativno zdravo pasmo, saj ima veliko manj zdravstvenih težav kot podobne pasme v njegovem razredu. Težave, ki se lahko pojavijo, so displazija kolkov (razvojna nepravilnost kolčnega sklepa), gastritične težave in zasuk želodca. Zaradi kratke dlake je negovanje pasme nezahtevno. Priporočljivo je redno, tedensko krtačenje, pogostejše v obdobju povečanega izpadanja dlake. 

## Vir
- Jus, Katja. »Psarna Zgornjesavska - informacije o pasmi«. Pridobljeno 18. aprila 2010.
- Opis pasme na portalu Mr.Pet.si. Pridobljeno dne 31. 1. 2023
- Blog Platinum. Veliki švicarski planšarski pes. Pridobljeno dne 31. 1. 2023